# Europees kampioenschap voetbal mannen onder 17 - 2011
Het Europees kampioenschap voetbal onder 17 van 2011 (kortweg: EK voetbal -17) was de 29ste editie van het Europees kampioenschap voetbal mannen onder 17 en bedoeld voor spelers die op of na 1 januari 1994 geboren zijn. Ondanks de leeftijdgrens van 17 jaar mochten ook spelers van 18 jaar meespelen omdat de leeftijdsgrens alleen bij het begin van de kwalificatie voor het EK geldt. 
Het toernooi werd gespeeld in Servië van 3 tot en met 15 mei 2011. Nederland werd voor de eerste keer Europees kampioen door in de finale Duitsland met 5–2 te verslaan. De top 6 van dit EK plaatste zich voor het Wereldkampioenschap voetbal onder 17 van 2011 in Mexico. 

## Kwalificaties

### Gekwalificeerde landen
| Land       | Gekwalificeerd als          | Beste prestatie       |
| ---------- | --------------------------- | --------------------- |
| Servië     | Gastland                    | Kwartfinale (2002)    |
| Tsjechië   | Eliteronde: Winnaar groep 1 | Tweede (2006)         |
| Nederland  | Eliteronde: Winnaar groep 2 | Tweede (2005 en 2009) |
| Denemarken | Eliteronde: Winnaar groep 3 | Kwartfinale (2002)    |
| Duitsland  | Eliteronde: Winnaar groep 4 | Kampioen (2009)       |
| Engeland   | Eliteronde: Winnaar groep 5 | Kampioen (2010)       |
| Frankrijk  | Eliteronde: Winnaar groep 6 | Kampioen (2004)       |
| Roemenië   | Eliteronde: Winnaar groep 7 | Eerste deelname       |

## Groepsfase
De loting voor de groepsfase vond plaats op 5 april 2011 om 18.00 uur in Belgrado.

### Groep A
| Pos. | Land       | GW | W | G | V | DV | DT | +/− | Ptn. |
| ---- | ---------- | -- | - | - | - | -- | -- | --- | ---- |
| 1    | Denemarken | 3  | 3 | 0 | 0 | 6  | 2  | +4  | 9    |
| 2    | Engeland   | 3  | 1 | 1 | 1 | 5  | 4  | +1  | 4    |
| 3    | Frankrijk  | 3  | 0 | 2 | 1 | 3  | 4  | −1  | 2    |
| 4    | Servië     | 3  | 0 | 1 | 3 | 3  | 7  | −4  | 1    |

|                          |                        |     |                                              |                                                            |
| 3 mei 2011 15:00 (UTC+2) | Servië                 | 2–3 | Denemarken                                   | Karadjordjestadion, Novi Sad Scheidsrechter: Steven Mclean |
| 3 mei 2011 15:00 (UTC+2) | Ješić 31' Ožegović 54' |     | 33' Johannesen 39' (e.d.) Nastić 76' Fischer | Karadjordjestadion, Novi Sad Scheidsrechter: Steven Mclean |

|                          |                 |     |                    |                                                   |
| 3 mei 2011 15:00 (UTC+2) | Frankrijk       | 2–2 | Engeland           | Inđijastadion, Inđija Scheidsrechter: Liran Liany |
| 3 mei 2011 15:00 (UTC+2) | Haller 15', 65' |     | 8' Hope 28' Powell | Inđijastadion, Inđija Scheidsrechter: Liran Liany |

|                          |            |     |             |                                                         |
| 6 mei 2011 15:00 (UTC+2) | Servië     | 1–1 | Frankrijk   | Inđijastadion, Inđija Scheidsrechter: Stavros Tritsonis |
| 6 mei 2011 15:00 (UTC+2) | Mandić 40' |     | 40+1' Meite | Inđijastadion, Inđija Scheidsrechter: Stavros Tritsonis |

|                          |                        |     |          |                                                                   |
| 6 mei 2011 15:00 (UTC+2) | Denemarken             | 2–0 | Engeland | Karadjordjestadion, Novi Sad Scheidsrechter: Sébastien Delferiere |
| 6 mei 2011 15:00 (UTC+2) | Fischer 13' Zohore 20' |     |          | Karadjordjestadion, Novi Sad Scheidsrechter: Sébastien Delferiere |

|                          |                      |     |        |                                                     |
| 9 mei 2011 17:15 (UTC+2) | Engeland             | 3–0 | Servië | Inđijastadion, Inđija Scheidsrechter: Kristo Tohver |
| 9 mei 2011 17:15 (UTC+2) | Smith 7' Hope 9' 18' |     |        | Inđijastadion, Inđija Scheidsrechter: Kristo Tohver |

|                          |              |     |           |                                                                |
| 9 mei 2011 17:15 (UTC+2) | Denemarken   | 1–0 | Frankrijk | Karadjordjestadion, Novi Sad Scheidsrechter: Artur Soares Dias |
| 9 mei 2011 17:15 (UTC+2) | Nørgaard 65' |     |           | Karadjordjestadion, Novi Sad Scheidsrechter: Artur Soares Dias |

### Groep B
| Pos. | Land      | GW | W | G | V | DV | DT | +/− | Ptn. |
| ---- | --------- | -- | - | - | - | -- | -- | --- | ---- |
| 1    | Nederland | 3  | 2 | 1 | 0 | 3  | 0  | +3  | 7    |
| 2    | Duitsland | 3  | 1 | 1 | 1 | 2  | 3  | −1  | 4    |
| 3    | Tsjechië  | 3  | 0 | 3 | 0 | 2  | 2  | 0   | 3    |
| 4    | Roemenië  | 3  | 0 | 1 | 2 | 1  | 3  | −2  | 1    |

|                          |           |                        |           |                                                               |
| 3 mei 2011 17:00 (UTC+2) | Duitsland | 0–2                    | Nederland | Smederevostadion, Smederevo Scheidsrechter: Artur Soares Dias |
| 3 mei 2011 17:00 (UTC+2) |           | 50' Rekik 78' Ebecilio |           | Smederevostadion, Smederevo Scheidsrechter: Artur Soares Dias |

|                          |               |     |                |                                                             |
| 3 mei 2011 17:00 (UTC+2) | Tsjechië      | 1–1 | Roemenië       | Miloš Obilicstadion, Belgrado Scheidsrechter: Kristo Tohver |
| 3 mei 2011 17:00 (UTC+2) | Salašovič 78' |     | 58' Himcinschi | Miloš Obilicstadion, Belgrado Scheidsrechter: Kristo Tohver |

|                          |           |     |           |                                                           |
| 6 mei 2011 17:00 (UTC+2) | Duitsland | 1–1 | Tsjechië  | Smederevostadion, Smederevo Scheidsrechter: Steven Mclean |
| 6 mei 2011 17:00 (UTC+2) | Yesil 80' |     | 18' Juliš | Smederevostadion, Smederevo Scheidsrechter: Steven Mclean |

|                          |                        |     |          |                                                           |
| 6 mei 2011 17:00 (UTC+2) | Nederland              | 1–0 | Roemenië | Miloš Obilicstadion, Belgrado Scheidsrechter: Liran Liany |
| 6 mei 2011 17:00 (UTC+2) | Trindade de Vilhena 8' |     |          | Miloš Obilicstadion, Belgrado Scheidsrechter: Liran Liany |

|                          |          |           |           |                                                               |
| 9 mei 2011 13:00 (UTC+2) | Roemenië | 0–1       | Duitsland | Smederevostadion, Smederevo Scheidsrechter: Stavros Tritsonis |
| 9 mei 2011 13:00 (UTC+2) |          | 42' Yesil |           | Smederevostadion, Smederevo Scheidsrechter: Stavros Tritsonis |

|                          |           |     |          |                                                                    |
| 9 mei 2011 13:00 (UTC+2) | Nederland | 0–0 | Tsjechië | Miloš Obilicstadion, Belgrado Scheidsrechter: Sébastien Delferiere |
| 9 mei 2011 13:00 (UTC+2) |           |     |          | Miloš Obilicstadion, Belgrado Scheidsrechter: Sébastien Delferiere |

## Knock-outfase
|  | halve finale    | halve finale    |  |           | finale          | finale          |
|  |                 |                 |  |           |                 |                 |
|  | 12 mei–Novi Sad |                 |  |           |                 |                 |
|  | Denemarken      | 0               |  |           |                 |                 |
|  | Duitsland       | 2               |  |           | 15 mei–Novi Sad | 15 mei–Novi Sad |
|  |                 |                 |  |           | Duitsland       | 2               |
|  | 12 mei–Novi Sad | 12 mei–Novi Sad |  | Nederland | 5               |                 |
|  | Nederland       | 1               |  |           |                 |                 |
|  | Engeland        | 0               |  |           |                 |                 |

### Halve finales
|                           |              |     |          |                                                                |
| 12 mei 2011 11:30 (UTC+2) | Nederland    | 1–0 | Engeland | Karadjordjestadion, Novi Sad Scheidsrechter: Artur Soares Dias |
| 12 mei 2011 11:30 (UTC+2) | Ebecilio 26' |     |          | Karadjordjestadion, Novi Sad Scheidsrechter: Artur Soares Dias |

|                           |            |                         |           |                                                            |
| 12 mei 2011 16:30 (UTC+2) | Denemarken | 0–2                     | Duitsland | Karadjordjestadion, Novi Sad Scheidsrechter: Steven McLean |
| 12 mei 2011 16:30 (UTC+2) |            | 58' Ayhan 70' Quaschner |           | Karadjordjestadion, Novi Sad Scheidsrechter: Steven McLean |

### Finale
|                           |                    |     |                                                                     |                                                                               |
| 15 mei 2011 11:00 (UTC+2) | Duitsland          | 2–5 | Nederland                                                           | Karadjordjestadion, Novi Sad Toeschouwers: 4200 Scheidsrechter: Kristo Tohver |
| 15 mei 2011 11:00 (UTC+2) | Yesil 8' Aydin 32' |     | 23' 34' Trindade de Vilhena 43' Depay 52' Kongolo 77' Kyle Ebecilio | Karadjordjestadion, Novi Sad Toeschouwers: 4200 Scheidsrechter: Kristo Tohver |

| EK onder 17 - 2011     |
| ---------------------- |
| Nederland Eerste titel |

## Doelpuntenmakers
| Speler                    | Team       | Doelpunten |
| Hallam Hope               | Engeland   | 3          |
| Kyle Ebecilio             | Nederland  | 3          |
| Samed Yesil               | Duitsland  | 3          |
| Tonny Trindade de Vilhena | Nederland  | 3          |
| Viktor Fischer            | Denemarken | 2          |
| Sébastien Haller          | Frankrijk  | 2          |
| Nicolai Johannesen        | Denemarken | 1          |
| Nick Powell               | Engeland   | 1          |
| Karim Rekik               | Nederland  | 1          |
| Nikolas Salašovič         | Tsjechië   | 1          |
| Fabian Himcinschi         | Roemenië   | 1          |
| Lukáš Juliš               | Tsjechië   | 1          |
| Christian Nørgaard        | Denemarken | 1          |
| Kenneth Zohore            | Denemarken | 1          |
| Bradley Smith             | Engeland   | 1          |
| Soualiho Meite            | Frankrijk  | 1          |
| Vojno Ješić               | Servië     | 1          |
| Nikola Mandić             | Servië     | 1          |
| Ognjen Ožegović           | Servië     | 1          |
| Eigen Doelpunt            | N.V.T.     | 1          |

## Geplaatst voor hetWereldkampioenschap voetbal onder 17 - 2011
- Denemarken
- Engeland
- Frankrijk
- Nederland
- Duitsland
- Tsjechië